# Petr A. Bílek
Petr A. Bílek (* 6. dubna 1962 Vlašim) je český literární teoretik a historik, profesor Ústavu české literatury a komparatistiky na Filozofické fakultě Univerzity Karlovy.
Vystudoval češtinu a angličtinu na Filozofické fakultě Univerzity Karlovy v Praze (PhDr. 1986). Titul CSc. získal roku 1994 prací Lyrický subjekt: K problémům subjektivity a subjektu literárního díla. Habilitoval se na FF UK v roce 2003 prací Hledání jazyka interpretace. V roce 2008 byl jmenován na Jihočeské univerzitě v Českých Budějovicích profesorem. Na Katedře české a slovenské literatury FF UK (dnes Ústav české literatury a komparatistiky) působí od 1986. V letech 2000–2009 zde zastával funkci ředitele; významným způsobem tu přispěl k modernizaci výuky a k zavedení komparatistiky jako samostatného oboru realizovaného v rámci ústavu. Od roku 2006 působí též na FF JU v Českých Budějovicích, od roku 2015 jako ředitel Ústavu kulturálních studií, respektive Ústavu věd o umění a kultuře. V letech 2016–2020 působil na FF JU v proděkanských funkcích, v současné době je ředitelem Nakladatelství JU. V letech 1994–1997 a následně v roce 2000 byl hostujícím profesorem české literatury na Brown University (Providence, USA), v letech 2004–2011 absolvoval několik krátkodobých výukových pobytů na University of Glasgow (Velká Británie).

## Dílo
Monografie
- BÍLEK, Petr A. - ŠEBEK, Josef (eds.): Česká populární kultura. Transfery, transponování a další tranzitní procesy. Praha: Univerzita Karlova, Filozofická fakulta 2017. 434 s. ISBN 978-80-7308-725-8
- BÍLEK, Petr A. „Generace“ osamělých běžců. Praha: Československý spisovatel, 1991. 112 s.
- BÍLEK, Petr A. Hledání jazyka interpretace (k modernímu prozaickému textu). Brno: Host, 2003. 358 s.
- BÍLEK, Petr A.; PAPOUŠEK, Vladimír. Models of Representations in Czech Literary History. Boulder: East European Monographs, 2010. 209 stran. ISBN 978-0-88033-680-2
- BÍLEK, Petr A. Mikešova aféra a jiné případy: Kapitoly o zaneřáděném kulturním prostoru. Příbram: Pistorius a Olšanská, 2011, 144 s. ISBN 978-80-87053-61-4.
- BÍLEK, Petr A. - Činátlová, Blanka, eds.: Tesilová kavalérie: Popkulturní obrazy normalizace. Příbram: Pistorius a Olšanská, 2010.
- BÍLEK, Petr A., ed.: James Bond a major Zeman: Ideologizující vzorce vyprávění. Příbram : Pistorius & Olšanská 2007, 134 s. (Sestavil, redigoval, autor Předmluvy (s. 7-9) a Příloh (s. 119-132).
- BÍLEK, Petr A. - VOJVODÍK, Josef - WIENDL, Jan (eds.): A Glossary of Catchwords of the Czech Avant-Garde. Conceptions of aesthetics and the changing faces of art 1908-1958. Praha: FF UK 2011, 512 s., ISBN 978-80-7308-374-8